# Alstroemeria hookeri
Alstroemeria hookeri är en alströmeriaväxtart som beskrevs av Robert Sweet. Alstroemeria hookeri ingår i släktet alströmerior, och familjen alströmeriaväxter.

## Underarter
Arten delas in i följande underarter:
- A. h. cummingiana
- A. h. hookeri
- A. h. maculata

## Bildgalleri

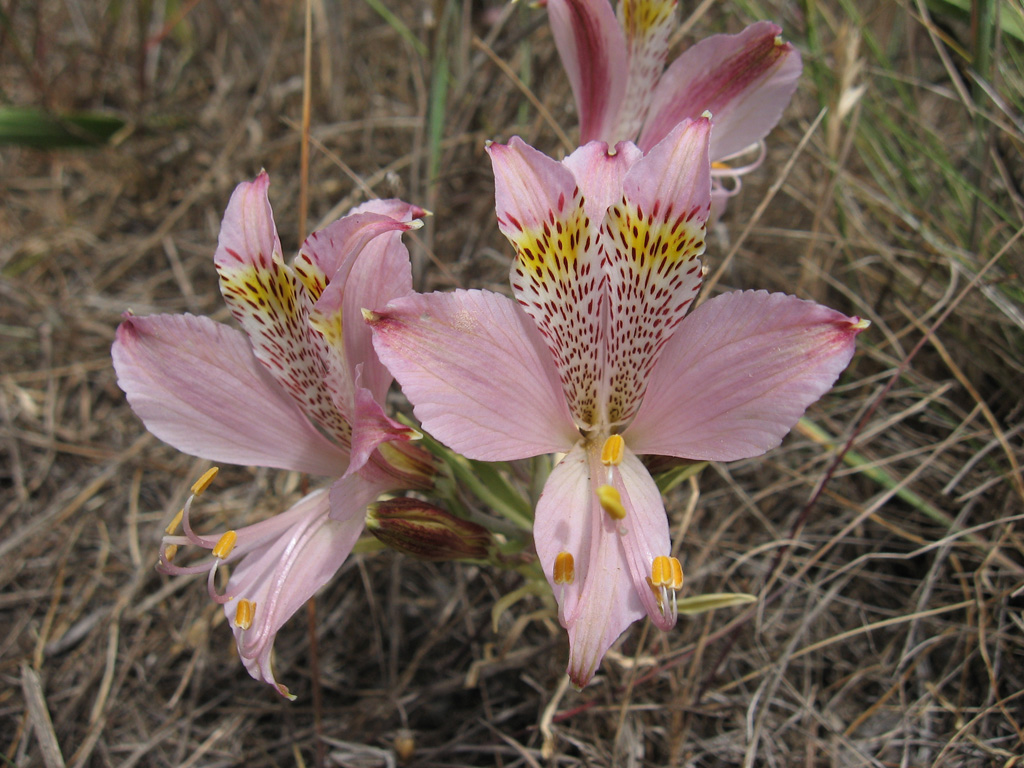
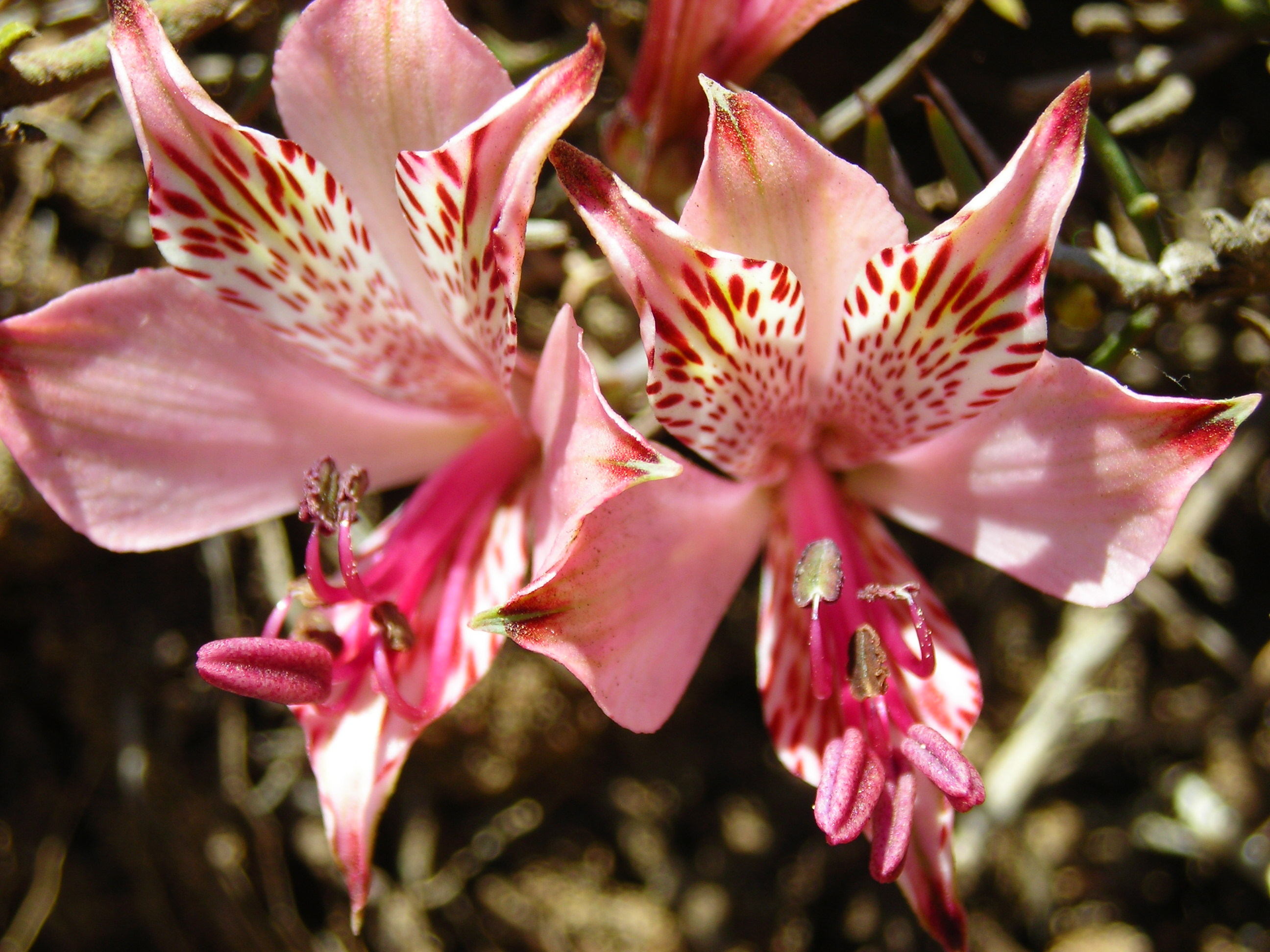
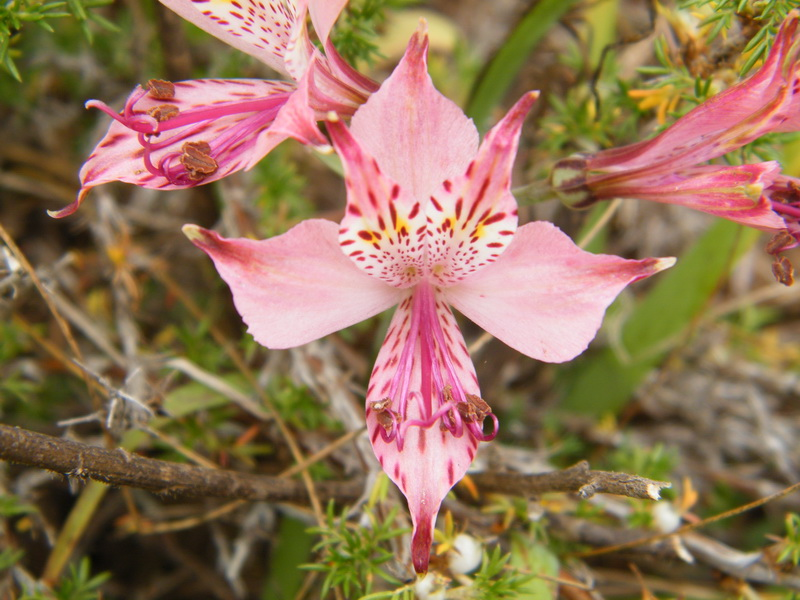
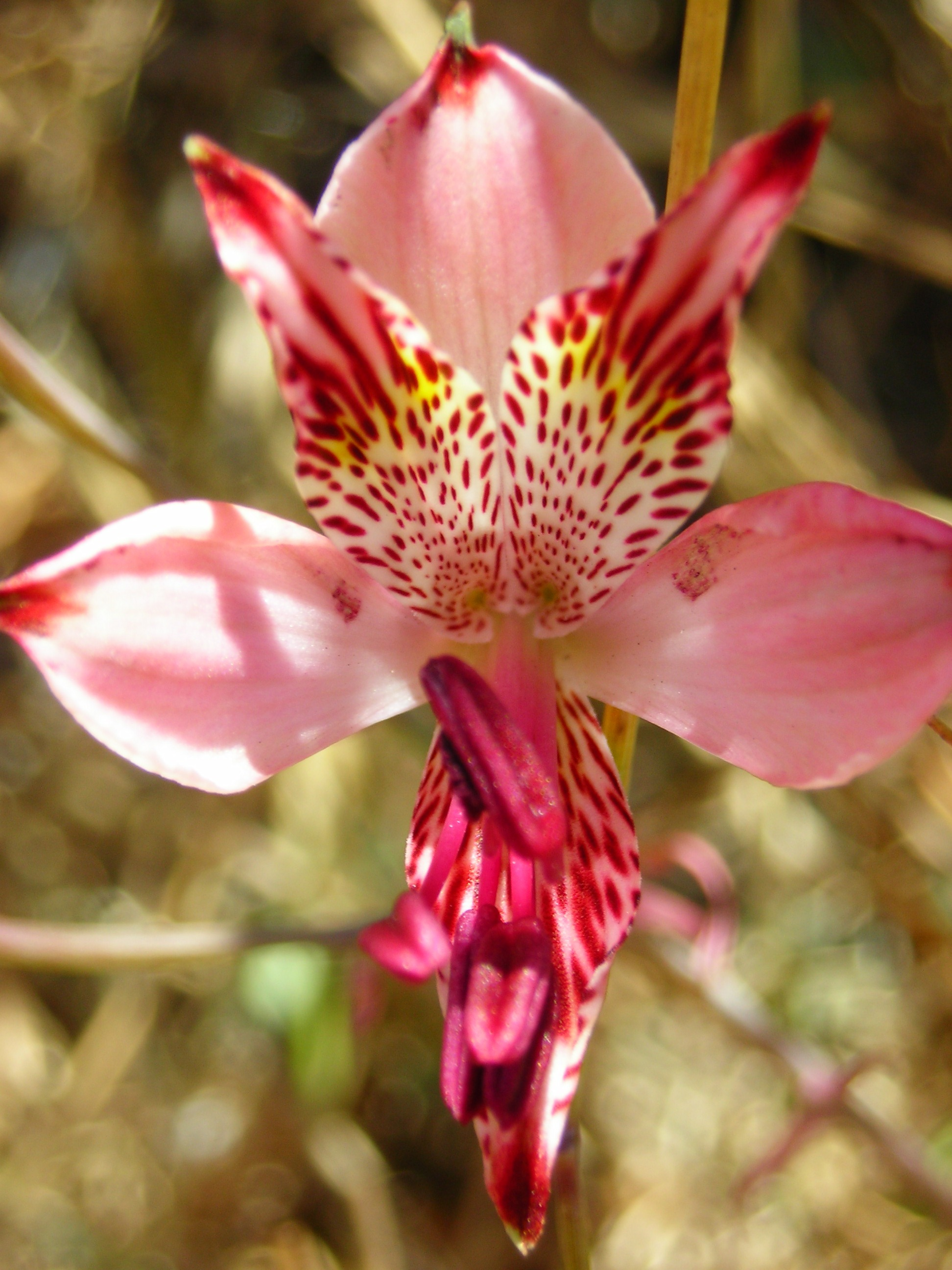
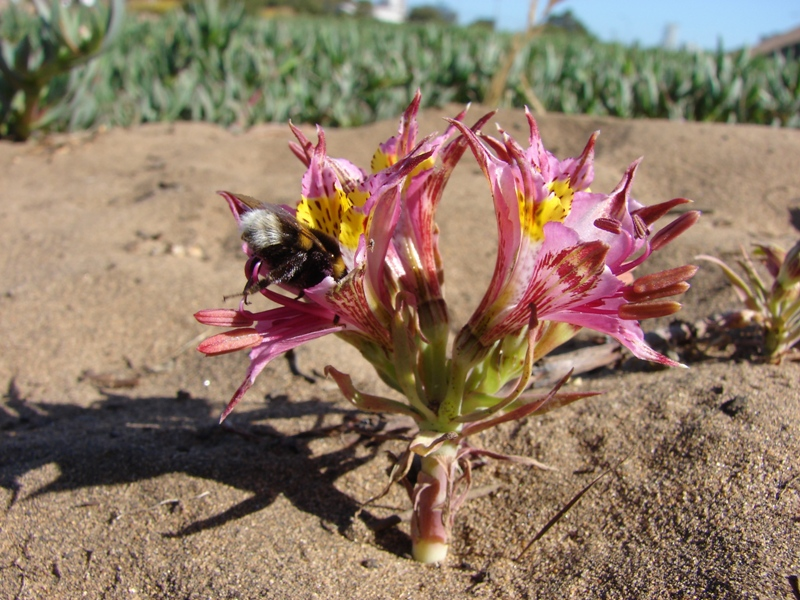